# Jonathan Haynes
Jonathan Jerome Haynes (Filadelfia, 14 settembre 1971) è un ex cestista statunitense.